# Laconia (Indiana)
Laconia és un poble dels Estats Units a l'estat d'Indiana. Segons el cens del 2000 tenia 29 habitants.

## Demografia
Segons el cens del 2000, Laconia tenia 29 habitants, 14 habitatges, i 6 famílies. La densitat de població era de 223,9 habitants/km².
Dels 14 habitatges en un 21,4% hi vivien nens de menys de 18 anys, en un 28,6% hi vivien parelles casades, en un 14,3% dones solteres, i en un 57,1% no eren unitats familiars. En el 57,1% dels habitatges hi vivien persones soles el 35,7% de les quals corresponia a persones de 65 anys o més que vivien soles. El nombre mitjà de persones vivint en cada habitatge era de 2,07 i el nombre mitjà de persones que vivien en cada família era de 3,5.
Per edats la població es repartia de la següent manera: un 27,6% tenia menys de 18 anys, un 3,4% entre 18 i 24, un 24,1% entre 25 i 44, un 27,6% de 45 a 60 i un 17,2% 65 anys o més.
L'edat mediana era de 40 anys. Per cada 100 dones de 18 o més anys hi havia 40 homes.
La renda mediana per habitatge era de 16.667$ i la renda mediana per família de 17.083$. Els homes tenien una renda mediana de 23.750$ mentre que les dones 16.250$. La renda per capita de la població era de 9.779$. Entorn del 60% de les famílies i el 50% de la població estaven per davall del llindar de pobresa.

## Poblacions més properes
El següent diagrama mostra les poblacions més properes.